# Eberhard Friedrich Hübner
Eberhard Friedrich Hübner (geboren am 17. Dezember 1763 in Neuenstadt an der Linde; gestorben am 22. April 1799 in Stuttgart) war ein deutscher Lyriker und Erzähler.

## Leben
Hübner war der Sohn des Pfarrers Johann Bernhard Hübner und der Sabina Charlotta, geborene Eppler. Schon mit 18 Jahren unterrichtete er als Unterlehrer an der Karlsakademie in Stuttgart. Hier studierte er auch Rechtswissenschaft und promovierte 1790 zum Doktor beider Rechte. 1794 wurde die inzwischen zur Universität erhobene Hohe Karlsschule aufgelöst und Hübner wurde Regierungsregistrator in Stuttgart. Zuletzt war er Regierungssekretär und Hohenlohe-Schillingsfürstlicher Hofrat. Er starb 1799 im Alter von nur 35 Jahren in Stuttgart.
Hübner veröffentlichte 1786 und 1793 Gedichte im Schwäbischen Musenalmanach, 1788 und 1791 folgten Vermischte Gedichte in zwei Teilen. In der gleichen Zeit verfasste er unter Beteiligung von Friedrich Daniel Schubart eine Lebenserzählung des Pandurenobersten Franz von der Trenck, der sich im österreichischen Erbfolgekrieg durch besondere Grausamkeit ausgezeichnet hatte, auf der Grundlage von dessen Autobiografie. Bei Hübner erscheint der wegen Kriegsverbrechen zum Tod verurteilte Haudegen Trenck als ein echter Kerl und sogar als empfindsamer Held eines Herzensromans.
Zwei weitere Schriften sind Travestien klassischer Ovidscher Werke, nämlich Ovids Heldenbriefe (auf die Heroides, 1789) und die Verwandelten Ovidischen Verwandlungen (auf die Metamorphosen, 1790–1792), die wiederum eine Parodie der Aeneis-Travestie von Aloys Blumauer darstellt.
1791 erschien eine etwas aus dem Rahmen fallende Schrift voller Derbheiten, B**r der Schieferdecker, nicht Fallstaf, nicht Eulenspiegel, sondern ganz Er!, die sich auf den im Frühjahr des Jahres verstorbenen Schieferdecker Leopold Baur bezog, ein Stuttgarter Original und Zentrum einer Zechrunde, zu der auch Schubart gehörte.
Nach seinem Tod 1799 erschien im gleichen Jahr noch Johann Martin Spassers, Hofnarren und Hofpoeten Sr. Majestät des Kaisers von Rußland, des Herzogs von Würtemberg und des Königs von England Pritschenschläge, eine Sammlung scherzhaft-satirischer, verhalten politischer Gedichte. Die unvollendete gebliebene Skizze des 18. Jahrhunderts, bestehend aus an den Genius des vergangenen und des kommenden Jahrhunderts gerichteten Gedichten sowie einer Folge historischer Bemerkungen, Miniaturen und biografischer Skizzen, wurde von Hübners Freund Philipp Wilhelm Gottlieb Hausleutner 1801 fertiggestellt und postum herausgegeben.

## Werke
- Geschichten und Ursachen der holländischen Unruhen. Frankfurt am Main & Leipzig 1786 (nicht nachgewiesen).
- Vermischte Gedichte. 2 Bde. Stuttgart 1788 und 1791, Digitalisat.
- Ovids Heldenbriefe nach Auswahl travestirt. Leipzig 1789, Digitalisat.
- Dissertatio Historico-Iuridica De Salvis Imperatoris Imperiique In Italiam Iuribus. Dissertation Stuttgart 1790, Digitalisat. Weiterer Druck unter dem Titel: Disquisitio Historico-Iuridica De Salvis Imperatoris Imperiique In Italiam Et Romam Iuribus. Stuttgart 1791.
- mit Friedrich Daniel Schubart: Franz von der Trenk, Pandurenobrist. Dargestellt von einem Unpartheiischen. 3 Bde. Stuttgart.
  - Bd. 1: […] Mit einer Vorrede und Familiengeschichte von Schubart. 1788, Digitalisat.
  - Bd. 2: […] Mit einer Heirathsgeschichte, für Menschentöchter von Schubart. 1788, Digitalisat.
  - Bd. 3: […] Mit einer Geniegeschichte von Schubart. 1790, Digitalisat.
- Dem Angedenken Josephs II. und Elisens heiligt diesen Klaggesang Eberhard F. Hübner. Stuttgart 1790. (Digitalisat)
- Verwandelte Ovidische Verwandlungen ad modum Blumaueri. 5 Bücher, Stuttgart 1790–1792.
- B**r der Schieferdecker, nicht Fallstaf, nicht Eulenspiegel, sondern ganz Er! Stuttgart 1791, Digitalisat.
- Herzog Eberhards Wiedergedächtnißfeier an Herzog Friederich Eugens Huldigungsfeste am 21. Julius 1795. dem dritten Jubiläum seit Wirtembergs Erhebung. Stuttgart 1795, Digitalisat.
- Johann Martin Spassers, Hofnarren und Hofpoeten Sr. Majestät des Kaisers von Rußland, des Herzogs von Würtemberg und des Königs von England Pritschenschläge. Gedichte. Petersburg, Stuttgart und London 1799, Digitalisat.
- Skizze des 18. Jahrhunderts. Vollendet und herausgegeben von Philipp Wilhelm Gottlieb Hausleutner. Braunschweig 1801, Digitalisat.

Übersetzung
- Paul-Philippe Gudin de La Brenellerie: Zusaz zu Rousseau's Gesellschafts-Vertrag. Königsberg 1792, Digitalisat.